# ماريان فوس
ماريان فوس (بالهولندية: Marianne Vos)‏ مواليد 13 مايو 1987 في سيرتوخيمبوس، هي دراجة هولندية. شاركت في دورة الألعاب الأولمبية الصيفية وفازت بميدالية أولمبية.

## الميداليات
| الميدالية | المسابقة                                    |
| --------- | ------------------------------------------- |
| ذهبية     | الألعاب الأولمبية الصيفية 2012              |
| ذهبية     | بطولة العالم لسباق الدراجات على الطريق 2012 |
| ذهبية     | الألعاب الأولمبية الصيفية 2008              |

## التصنيف
| السنة      | 2006 | 2007 | 2008 | 2009 | 2010 | 2011 | 2012 | 2013 | 2014 | 2015 | 2016 | 2017 | 2018 | 2019 | 2020 | 2021 | 2022 | 2023 | 2024 |
| ---------- | ---- | ---- | ---- | ---- | ---- | ---- | ---- | ---- | ---- | ---- | ---- | ---- | ---- | ---- | ---- | ---- | ---- | ---- | ---- |
| تصنيف UCI  | 2    | 1    | 1    | 1    | 1    | 1    | 1    | 2    | 1    | 155  | 4    | 3    | 3    | 2    | 6    | 3    | 24   | 52   | 5    |
| كأس العالم | 57   | 1    | 3    | 1    | 1    | 2    | 1    | 1    | 3    | -    |      |      |      |      |      |      |      |      |      |
| العالم     |      |      |      |      |      |      |      |      |      |      | 10   | 11   | 2    | 1    | 6    | 4    | 17   | 43   | 7    |
|            |      |      |      |      |      |      |      |      |      |      |      |      |      |      |      |      |      |      |      |
| مصدر: UCI  |      |      |      |      |      |      |      |      |      |      |      |      |      |      |      |      |      |      |      |

## سباقات أو مراحل فازت بها
| التاريخ        | السباق                                                              | المركز                                                                                           |
| -------------- | ------------------------------------------------------------------- | ------------------------------------------------------------------------------------------------ |
| 01 يناير 2004  | سباق الطريق للشابات في بطولة العالم 2004                            |                                                                                                  |
| 01 يناير 2005  | 2005 UCI Road World Championships – Junior women's road race        |                                                                                                  |
| 01 يناير 2005  | 2005 UEC Cyclo-cross European Championships                         |                                                                                                  |
| 07 مايو 2005   | Omloop van Borsele 2005                                             |                                                                                                  |
| 01 يناير 2006  | سباق الدراجات على الطريق للسيدات 2006                               | الثاني في تصنيف النقاط                                                                           |
| 29 يناير 2006  | بطولة العالم للسيكلو كروس 2006                                      |                                                                                                  |
| 23 أبريل 2006  | 2006 Tour de Berne (women's race)                                   | السابع في التصنيف العام                                                                          |
| 06 مايو 2006   | Omloop van Borsele 2006                                             |                                                                                                  |
| 17 يونيو 2006  | Ster Zeeuwsche Eilanden 2006                                        |                                                                                                  |
| 24 يونيو 2006  | سباق الطريق للسيدات في بطولة هولندا 2006                            |                                                                                                  |
| 15 يوليو 2006  | سباق الطريق لأقل من 23 سنة للسيدات - بطولة أوروبا للدراجات 2006     |                                                                                                  |
| 23 يوليو 2006  | Tour Féminin en Limousin 2006                                       |                                                                                                  |
| 06 أغسطس 2006  | Holland Hills Classic 2006                                          |                                                                                                  |
| 17 سبتمبر 2006 | 2006 Giro della Toscana Int. Femminile – Memorial Michela Fanini    |                                                                                                  |
| 23 سبتمبر 2006 | سباق الطريق للسيدات في بطولة العالم 2006                            |                                                                                                  |
| 01 يناير 2007  | كأس العالم لسباق الدراجات على الطريق للسيدات 2007                   | الأول في تصنيف النقاط                                                                            |
| 01 يناير 2007  | سباق الدراجات على الطريق للسيدات 2007                               | الأول في تصنيف النقاط                                                                            |
| 15 أبريل 2007  | Novilon Internationale Damesronde van Drenthe 2007                  |                                                                                                  |
| 21 أبريل 2007  | Ronde van Gelderland 2007                                           | الأول في التصنيف العام                                                                           |
| 25 أبريل 2007  | فليش والون للسيدات 2007                                             | الأول في التصنيف العام                                                                           |
| 28 أبريل 2007  | 7-Dorpenomloop Aalburg 2007                                         |                                                                                                  |
| 06 مايو 2007   | Giro di San Marino 2007                                             |                                                                                                  |
| 12 مايو 2007   | Omloop van Borsele 2007                                             | الأول في التصنيف العام                                                                           |
| 09 يونيو 2007  | Omloop door Middag-Humsterland 2007                                 |                                                                                                  |
| 17 يونيو 2007  | طواف الباسك للسيدات 2007                                            |                                                                                                  |
| 23 يونيو 2007  | Ster Zeeuwsche Eilanden 2007                                        |                                                                                                  |
| 30 يونيو 2007  | سباق الطريق للسيدات في بطولة هولندا 2007                            |                                                                                                  |
| 14 يوليو 2007  | طواف إيطاليا للسيدات 2007                                           | الأول في تصنيف النقاط، الرابع في تصنيف أفضل شاب                                                  |
| 21 يوليو 2007  | سباق الطريق لأقل من سنة للسيدات - بطولة أوروبا للدراجات 2007        |                                                                                                  |
| 12 أغسطس 2007  | Holland Hills Classic 2007                                          |                                                                                                  |
| 08 سبتمبر 2007 | بويز ليديز تور 2007                                                 |                                                                                                  |
| 17 سبتمبر 2007 | Tour of Nuremberg Women 2007                                        | الأول في التصنيف العام                                                                           |
| 29 سبتمبر 2007 | سباق الطريق للسيدات في بطولة العالم 2007                            |                                                                                                  |
| 01 يناير 2008  | ركوب الدراجات في الألعاب الأولمبية الصيفية 2008 – سيدات سباق النقاط |                                                                                                  |
| 01 يناير 2008  | سباق الدراجات على الطريق للسيدات 2008                               | الأول في تصنيف النقاط                                                                            |
| 01 يناير 2008  | 2008 Gracia-Orlová                                                  |                                                                                                  |
| 01 يناير 2008  | 2008 Giro della Toscana Int. Femminile – Memorial Michela Fanini    |                                                                                                  |
| 07 أبريل 2008  | Grand Prix de Dottignies 2008                                       | الأول في التصنيف العام                                                                           |
| 23 أبريل 2008  | فليش والون للسيدات 2008                                             | الأول في التصنيف العام                                                                           |
| 15 مايو 2008   | Grand Prix de Santa Ana 2008                                        |                                                                                                  |
| 21 مايو 2008   | Vuelta a El Salvador féminine 2008                                  |                                                                                                  |
| 25 مايو 2008   | Vuelta a Occidente 2008                                             |                                                                                                  |
| 31 مايو 2008   | 7-Dorpenomloop Aalburg 2008                                         |                                                                                                  |
| 15 يونيو 2008  | طواف الباسك للسيدات 2008                                            |                                                                                                  |
| 28 يونيو 2008  | سباق الطريق للسيدات في بطولة هولندا 2008                            |                                                                                                  |
| 07 سبتمبر 2008 | بويز ليديز تور 2008                                                 |                                                                                                  |
| 27 سبتمبر 2008 | سباق الطريق للسيدات في بطولة العالم 2008                            |                                                                                                  |
| 01 يناير 2009  | كأس العالم لسباق الدراجات على الطريق للسيدات 2009                   | الأول في تصنيف النقاط                                                                            |
| 01 يناير 2009  | سباق الدراجات على الطريق للسيدات 2009                               | الأول في تصنيف النقاط                                                                            |
| 01 يناير 2009  | 2009 Gracia-Orlová                                                  |                                                                                                  |
| 01 فبراير 2009 | بطولة العالم للسيكلو كروس 2009                                      |                                                                                                  |
| 20 مارس 2009   | Trofeo Costa Etrusca III 2009                                       |                                                                                                  |
| 29 مارس 2009   | تروفيو ألفريدو بيندا كومون دي سيتيجليو 2009                         | الأول في التصنيف العام                                                                           |
| 11 أبريل 2009  | Novilon Eurocup Ronde van Drenthe 2009                              |                                                                                                  |
| 22 أبريل 2009  | فليش والون 2009                                                     |                                                                                                  |
| 22 أبريل 2009  | فليش والون للسيدات 2009                                             | الأول في التصنيف العام                                                                           |
| 20 مايو 2009   | 7-Dorpenomloop Aalburg 2009                                         |                                                                                                  |
| 24 مايو 2009   | Tour de l'Aude Cycliste Féminin 2009                                | الأول في تصنيف أفضل شاب، الأول في تصنيف النقاط، الثالث في التصنيف العام                          |
| 21 يونيو 2009  | Grande Boucle Féminine Internationale 2009                          | الأول في تصنيف أفضل شاب، الثاني في تصنيف النقاط، الثالث في التصنيف العام، الثالث في تصنيف الجبال |
| 27 يونيو 2009  | سباق الطريق للسيدات في بطولة هولندا 2009                            |                                                                                                  |
| 01 يوليو 2009  | 2009 European Road Cycling Championships Women U23 ITT              |                                                                                                  |
| 05 يوليو 2009  | سباق الطريق لأقل من سنة للسيدات - بطولة أوروبا للدراجات 2009        |                                                                                                  |
| 19 يوليو 2009  | 2009 Tour de Bretagne Féminin                                       |                                                                                                  |
| 02 أغسطس 2009  | أوبن دي سويد فارجاردا - سباق الطريق 2009                            | الأول في التصنيف العام                                                                           |
| 09 أغسطس 2009  | Holland Hills Classic 2009                                          |                                                                                                  |
| 06 سبتمبر 2009 | بويز ليديز تور 2009                                                 |                                                                                                  |
| 26 سبتمبر 2009 | سباق الطريق للسيدات في بطولة العالم 2009                            |                                                                                                  |
| 01 يناير 2010  | كأس العالم لسباق الدراجات على الطريق للسيدات 2010                   | الأول في تصنيف النقاط                                                                            |
| 01 يناير 2010  | سباق الدراجات على الطريق للسيدات 2010                               | الأول في تصنيف النقاط                                                                            |
| 01 يناير 2010  | 2010 Gracia-Orlová                                                  |                                                                                                  |
| 31 يناير 2010  | بطولة العالم للسيكلو كروس 2010                                      |                                                                                                  |
| 28 مارس 2010   | تروفيو ألفريدو بيندا كومون دي سيتيجليو 2010                         | الأول في التصنيف العام                                                                           |
| 23 مايو 2010   | Tour de l'Aude Cycliste Féminin 2010                                | الأول في تصنيف أفضل شاب، الأول في تصنيف النقاط، الثامن في التصنيف العام                          |
| 29 مايو 2010   | 7-Dorpenomloop Aalburg 2010                                         |                                                                                                  |
| 08 يونيو 2010  | 2010 Durango-Durango Emakumeen Saria                                |                                                                                                  |
| 23 يونيو 2010  | سباق الدراجات ضد الساعة للسيدات في بطولة هولندا 2010                |                                                                                                  |
| 26 يونيو 2010  | سباق الطريق للسيدات في بطولة هولندا 2010                            |                                                                                                  |
| 11 يوليو 2010  | طواف إيطاليا للسيدات 2010                                           | الأول في تصنيف أفضل شاب، الأول في تصنيف النقاط، السابع في التصنيف العام، السابع في تصنيف الجبال  |
| 05 سبتمبر 2010 | بويز ليديز تور 2010                                                 |                                                                                                  |
| 02 أكتوبر 2010 | سباق الطريق للسيدات في بطولة العالم 2010                            |                                                                                                  |
| 01 يناير 2011  | سباق الدراجات على الطريق للسيدات 2011                               | الأول في تصنيف النقاط                                                                            |
| 01 يناير 2011  | 2011 UCI Cyclo-cross World Championships – women's elite race       |                                                                                                  |
| 01 يناير 2011  | The Netherlands National Cyclo-cross Championships 2011             |                                                                                                  |
| 30 يناير 2011  | بطولة العالم للسيكلو كروس 2011                                      |                                                                                                  |
| 27 مارس 2011   | Holland Hills Classic 2011                                          |                                                                                                  |
| 10 أبريل 2011  | هيلثي أجينج تور 2011                                                |                                                                                                  |
| 14 أبريل 2011  | درينتشت آخت فان ويسترفيلد 2011                                      | الأول في التصنيف العام                                                                           |
| 16 أبريل 2011  | روند فان درينثي كأس العالم 2011                                     | الأول في التصنيف العام                                                                           |
| 20 أبريل 2011  | فليش والون للسيدات 2011                                             | الأول في التصنيف العام                                                                           |
| 20 أبريل 2011  | فليش والون 2011                                                     |                                                                                                  |
| 30 أبريل 2011  | جراند بريكس إلسي جاكوبس 2011                                        |                                                                                                  |
| 01 مايو 2011   | 2011 Grand Prix Nicolas-Frantz                                      |                                                                                                  |
| 28 مايو 2011   | 7-Dorpenomloop Aalburg 2011                                         |                                                                                                  |
| 02 يونيو 2011  | Gooik–Geraardsbergen–Gooik 2011                                     | الأول في التصنيف العام                                                                           |
| 05 يونيو 2011  | Gran Premio Ciudad de Valladolid 2011                               | الأول في التصنيف العام                                                                           |
| 07 يونيو 2011  | 2011 Durango-Durango Emakumeen Saria                                |                                                                                                  |
| 12 يونيو 2011  | طواف الباسك للسيدات 2011                                            |                                                                                                  |
| 18 يونيو 2011  | Ster Zeeuwsche Eilanden 2011                                        |                                                                                                  |
| 22 يونيو 2011  | سباق الدراجات ضد الساعة للسيدات في بطولة هولندا 2011                |                                                                                                  |
| 25 يونيو 2011  | سباق الطريق للسيدات في بطولة هولندا 2011                            |                                                                                                  |
| 10 يوليو 2011  | طواف إيطاليا للسيدات 2011                                           | الأول في التصنيف العام، الأول في تصنيف الجبال، الأول في تصنيف النقاط                             |
| 11 سبتمبر 2011 | بويز ليديز تور 2011                                                 |                                                                                                  |
| 24 سبتمبر 2011 | سباق الطريق للسيدات في بطولة العالم 2011                            |                                                                                                  |
| 18 ديسمبر 2011 | 2011 Citadelcross                                                   |                                                                                                  |
| 01 يناير 2012  | كأس العالم لسباق الدراجات على الطريق للسيدات 2012                   | الأول في تصنيف النقاط                                                                            |
| 01 يناير 2012  | بطولة العالم لسباق الدراجات على الطريق 2012                         |                                                                                                  |
| 01 يناير 2012  | سباق الدراجات على الطريق للسيدات 2012                               | الأول في تصنيف النقاط                                                                            |
| 01 يناير 2012  | The Netherlands National Cyclo-cross Championships 2012             |                                                                                                  |
| 29 يناير 2012  | بطولة العالم للسيكلو كروس 2012                                      |                                                                                                  |
| 10 مارس 2012   | روند فان درينثي كأس العالم 2012                                     | الأول في التصنيف العام                                                                           |
| 11 مارس 2012   | Novilon Euregio Cup 2012                                            |                                                                                                  |
| 25 مارس 2012   | تروفيو ألفريدو بيندا كومون دي سيتيجليو 2012                         | الأول في التصنيف العام                                                                           |
| 08 أبريل 2012  | هيلثي أجينج تور 2012                                                |                                                                                                  |
| 29 أبريل 2012  | جراند بريكس إلسي جاكوبس 2012                                        |                                                                                                  |
| 20 مايو 2012   | Gran Premio Comune di Cornaredo 2012                                |                                                                                                  |
| 25 مايو 2012   | Holland Hills Classic 2012                                          |                                                                                                  |
| 23 يونيو 2012  | سباق الطريق للسيدات في بطولة هولندا 2012                            |                                                                                                  |
| 07 يوليو 2012  | طواف إيطاليا للسيدات 2012                                           | الأول في التصنيف العام، الأول في تصنيف النقاط، الثالث في تصنيف الجبال                            |
| 22 يوليو 2012  | Tour Féminin en Limousin 2012                                       |                                                                                                  |
| 29 يوليو 2012  | ركوب الدراجات في الألعاب الأولمبية الصيفية 2012 – سيدات سباق الطريق |                                                                                                  |
| 25 أغسطس 2012  | Grand Prix de Plouay féminin 2012                                   | الأول في التصنيف العام                                                                           |
| 09 سبتمبر 2012 | بويز ليديز تور 2012                                                 |                                                                                                  |
| 22 سبتمبر 2012 | سباق الطريق للسيدات في بطولة العالم 2012                            |                                                                                                  |
| 01 يناير 2013  | بطولة العالم لسباق الدراجات على الطريق 2013                         |                                                                                                  |
| 01 يناير 2013  | كأس العالم لسباق الدراجات على الطريق للسيدات 2013                   | الأول في تصنيف النقاط                                                                            |
| 01 يناير 2013  | The Netherlands National Cyclo-cross Championships 2013             |                                                                                                  |
| 07 مارس 2013   | درينتشت آخت فان ويسترفيلد 2013                                      | الأول في التصنيف العام                                                                           |
| 09 مارس 2013   | روند فان درينثي كأس العالم 2013                                     | الأول في التصنيف العام                                                                           |
| 31 مارس 2013   | طواف فلاندرز للسيدات 2013                                           | الأول في التصنيف العام                                                                           |
| 17 أبريل 2013  | فليش والون للسيدات 2013                                             | الأول في التصنيف العام                                                                           |
| 28 أبريل 2013  | جراند بريكس إلسي جاكوبس 2013                                        |                                                                                                  |
| 25 مايو 2013   | 7-Dorpenomloop Aalburg 2013                                         |                                                                                                  |
| 04 يونيو 2013  | 2013 Durango-Durango Emakumeen Saria                                |                                                                                                  |
| 09 يونيو 2013  | طواف الباسك للسيدات 2013                                            |                                                                                                  |
| 22 يونيو 2013  | سباق الطريق للسيدات في بطولة هولندا 2013                            |                                                                                                  |
| 07 يوليو 2013  | طواف إيطاليا للسيدات 2013                                           | الأول في تصنيف النقاط، الرابع في تصنيف الجبال، السادس في التصنيف العام                           |
| 18 أغسطس 2013  | أوبن دي سويد فارجاردا - سباق الطريق 2013                            | الأول في التصنيف العام                                                                           |
| 28 أغسطس 2013  | Trophée d'Or féminin 2013                                           |                                                                                                  |
| 31 أغسطس 2013  | جي بي دي بلواي 2013                                                 | الأول في التصنيف العام                                                                           |
| 28 سبتمبر 2013 | سباق الطريق للسيدات في بطولة العالم 2013                            |                                                                                                  |
| 01 يناير 2014  | سباق الدراجات على الطريق للسيدات 2014                               | الأول في تصنيف النقاط                                                                            |
| 01 يناير 2014  | The Netherlands National Cyclo-cross Championships 2014             |                                                                                                  |
| 02 فبراير 2014 | بطولة العالم للسيكلو كروس 2014                                      |                                                                                                  |
| 04 مايو 2014   | جراند بريكس إلسي جاكوبس 2014                                        |                                                                                                  |
| 11 مايو 2014   | طواف النساء 2014                                                    | الأول في التصنيف العام                                                                           |
| 31 مايو 2014   | 7-Dorpenomloop Aalburg 2014                                         |                                                                                                  |
| 01 يونيو 2014  | Gooik–Geraardsbergen–Gooik 2014                                     | الأول في التصنيف العام                                                                           |
| 10 يونيو 2014  | 2014 Durango-Durango Emakumeen Saria                                |                                                                                                  |
| 15 يونيو 2014  | طواف الباسك للسيدات 2014                                            | الأول في تصنيف النقاط، الثاني في التصنيف العام، الثامن في تصنيف الجبال                           |
| 25 يونيو 2014  | سباق الدراجات ضد الساعة للسيدات في بطولة هولندا 2014                |                                                                                                  |
| 28 يونيو 2014  | سباق الطريق للسيدات في بطولة هولندا 2014                            |                                                                                                  |
| 13 يوليو 2014  | طواف إيطاليا للسيدات 2014                                           | الأول في التصنيف العام، الأول في تصنيف النقاط                                                    |
| 27 يوليو 2014  | سباق لو تور دو فرانس 2014                                           | الأول في التصنيف العام                                                                           |
| 03 أغسطس 2014  | Tour de Bochum 2014                                                 | الأول في التصنيف العام                                                                           |
| 09 أغسطس 2014  | RideLondon-Classique 2014                                           |                                                                                                  |
| 01 يناير 2015  | The Netherlands National Cyclo-cross Championships 2015             |                                                                                                  |
| 09 مايو 2015   | 7-Dorpenomloop Aalburg 2015                                         |                                                                                                  |
| 30 مارس 2016   | 2016 Pajot Hills Classic                                            | الأول في التصنيف العام                                                                           |
| 07 مايو 2016   | 7-Dorpenomloop Aalburg 2016                                         |                                                                                                  |
| 05 يونيو 2016  | Keukens van Lommel Ladies Classic 2016                              |                                                                                                  |
| 19 يونيو 2016  | طواف السيدات 2016                                                   | الأول في تصنيف النقاط، الرابع في التصنيف العام                                                   |
| 24 يونيو 2016  | سباق الطريق للسيدات في بطولة هولندا 2016                            |                                                                                                  |
| 01 يناير 2017  | The Netherlands National Cyclo-cross Championships 2017             |                                                                                                  |
| 07 مايو 2017   | 2017 Trofee Maarten Wynants                                         | الأول في التصنيف العام                                                                           |
| 13 مايو 2017   | 7-Dorpenomloop Aalburg 2017                                         |                                                                                                  |
| 28 مايو 2017   | Gooik–Geraardsbergen–Gooik 2017                                     | الأول في التصنيف العام                                                                           |
| 16 يوليو 2017  | 2017 BeNe Ladies Tour                                               | الأول في التصنيف العام، الأول في تصنيف النقاط                                                    |
| 05 أغسطس 2017  | سباق الطريق لنخبة السيدات - بطولة أوروبا للدراجات 2017              | الأول في التصنيف العام                                                                           |
| 20 أغسطس 2017  | طواف النرويج للسيدات 2017                                           | الأول في التصنيف العام، الأول في تصنيف النقاط                                                    |
| 08 سبتمبر 2017 | لوتو بلجام تور 2017                                                 | الأول في تصنيف النقاط، الثالث في التصنيف العام                                                   |
| 17 يونيو 2018  | طواف السيدات 2018                                                   | الأول في تصنيف النقاط، الثاني في التصنيف العام، الخامس في تصنيف الجبال                           |
| 30 يونيو 2018  | سباق الطريق للسيدات في بطولة هولندا 2018                            |                                                                                                  |
| 22 يوليو 2018  | 2018 BeNe Ladies Tour                                               | الأول في التصنيف العام، الثاني في تصنيف النقاط                                                   |
| 13 أغسطس 2018  | أوبن دي سويد فارجاردا - سباق الطريق 2018                            | الأول في التصنيف العام، الرابع في تصنيف النقاط                                                   |
| 19 أغسطس 2018  | طواف النرويج للسيدات 2018                                           | الأول في التصنيف العام، الأول في تصنيف النقاط                                                    |
| 25 أغسطس 2018  | جي بي دي بلواي 2017                                                 | الأول في تصنيف النقاط، الثاني في التصنيف العام                                                   |
| 01 يناير 2019  | طواف العالم للدراجات للسيدات 2019                                   |                                                                                                  |
| 24 مارس 2019   | تروفيو ألفريدو بيندا كومون دي سيتيجليو 2019                         | الأول في التصنيف العام، الثاني في تصنيف النقاط                                                   |
| 04 مايو 2019   | طواف يوركشاير للسيدات 2019                                          | الأول في التصنيف العام، الثاني في تصنيف النقاط                                                   |
| 22 يونيو 2019  | cycling at the 2019 European Games – women's road race              |                                                                                                  |
| 29 يونيو 2019  | سباق الطريق للسيدات في بطولة هولندا 2019                            |                                                                                                  |
| 19 يوليو 2019  | سباق لو تور دو فرانس 2019                                           | الأول في التصنيف العام، الثالث في تصنيف النقاط                                                   |
| 25 أغسطس 2019  | طواف النرويج للسيدات 2019                                           | الأول في التصنيف العام، الثاني في تصنيف النقاط، الثالث في تصنيف الجبال                           |
| 31 أغسطس 2019  | جي بي دي بلواي 2019                                                 | الأول في تصنيف النقاط                                                                            |
| 19 سبتمبر 2019 | تور دي آرديش للسيدات 2019                                           | الأول في التصنيف العام، الأول في تصنيف النقاط، الثاني في تصنيف الجبال                            |
| 22 أكتوبر 2019 | سباق قوانغشي للسيدات 2019                                           | الأول في تصنيف النقاط، الثالث في التصنيف العام                                                   |
| 19 سبتمبر 2020 | طواف إيطاليا للسيدات 2020                                           | الأول في تصنيف النقاط، المرتبة 11 في التصنيف العام، الرابع في تصنيف الجبال                       |
| 28 مارس 2021   | غنت-وفلجم للسيدات 2021                                              | الأول في التصنيف العام، الأول في تصنيف النقاط                                                    |
| 18 أبريل 2021  | سباق أمستل الذهبي للسيدات 2021                                      | الأول في التصنيف العام، الأول في تصنيف النقاط                                                    |
| 21 أبريل 2021  | فليش والون للسيدات 2021                                             | الأول في تصنيف النقاط                                                                            |
| 29 أغسطس 2021  | هولاند ليديز تور 2021                                               | الأول في تصنيف النقاط، الرابع في التصنيف العام، الخامس في تصنيف الجبال                           |
| 29 يناير 2022  | 2022 UCI Cyclo-cross World Championships - Women's elite race       |                                                                                                  |
| 31 يوليو 2022  | طواف فرنسا للسيدات 2022                                             | الأول في تصنيف النقاط                                                                            |
| 07 مايو 2023   | سباق سيراتزيت تشالنج للسيدات 2023                                   | الأول في تصنيف النقاط                                                                            |
| 24 يونيو 2023  | سباق الطريق للسيدات في بطولة هولندا 2023                            |                                                                                                  |
| 24 فبراير 2024 | سباق أوملوب هيت نيوسبلاد للسيدات 2024                               | الأول في التصنيف العام، السابع في تصنيف النقاط                                                   |
| 27 مارس 2024   | دفارز دور فلاندرز للسيدات 2024                                      | الأول في التصنيف العام                                                                           |
| 14 أبريل 2024  | سباق أمستل الذهبي للسيدات 2024                                      | الأول في التصنيف العام، الرابع في تصنيف النقاط                                                   |
| 05 مايو 2024   | سباق سيراتزيت تشالنج للسيدات 2024                                   | الأول في تصنيف النقاط                                                                            |
| 09 يونيو 2024  | 2024 Volta a Catalunya Women                                        | الأول في التصنيف العام، الثاني في تصنيف النقاط، الرابع في تصنيف الجبال                           |
| 18 أغسطس 2024  | طواف فرنسا للسيدات 2024                                             | الأول في تصنيف النقاط                                                                            |
| 05 أكتوبر 2024 | 2024 UCI Gravel World Championships – Women Elite                   | الأول في التصنيف العام                                                                           |
| 10 مايو 2025   | سباق سيراتزيت تشالنج للسيدات 2025                                   |                                                                                                  |

## مناصب رياضية
| مناصب رياضية                              | مناصب رياضية                                              | مناصب رياضية                        |
| ----------------------------------------- | --------------------------------------------------------- | ----------------------------------- |
| سبقه نيكول كوك (GBR)                      | بطل كأس العالم لسباق الدراجات على الطريق للنساء 2007      | تبعه نيكول كوك (GBR)                |
| سبقه نيكول كوك (GBR)                      | بطل كأس العالم لسباق الدراجات على الطريق للنساء 2009–2010 | تبعه أنيميك فان فليوتن (NED)        |
| سبقه أنيميك فان فليوتن (NED)              | بطل كأس العالم لسباق الدراجات على الطريق للنساء 2012–2013 | تبعه ليزي ديجنان (GBR)              |
| الجوائز                                   |                                                           |                                     |
| سبقه Marleen Veldhuis رانومي كروموفيديويو | Dutch Sportswoman of the Year ‏ 2008, 2009 2013            | تبعه Nicolien Sauerbreij إيرين فوست |

## روابط خارجية
- ماريان فوس على موقع IMDb (الإنجليزية)

- الموقع الرسمي
- ماريان فوس على موقع الاتحاد الدولي للدراجات (الإنجليزية)
- ماريان فوس على موقع أرشيف الدراجات (الإنجليزية)
- ماريان فوس على موقع إحصائيات الدراجات الإحترافية (الإنجليزية)
- ماريان فوس على موقع نسبة الدراجات (الإنجليزية)
- ماريان فوس على موقع CycleBase (الإنجليزية)
- ماريان فوس على موقع MTB Data (الإنجليزية)
- ماريان فوس على موقع SpeedSkatingBase.eu (الإنجليزية)
- ماريان فوس على موقع SpeedSkatingNews.info (الإنجليزية)
- ماريان فوس على موقع اللجنة الأولمبية الدولية (الإنجليزية)
- ماريان فوس على موقع أوليمبيديا (الإنجليزية)